# Frances Parkinson Keyes
Frances Parkinson Keyes (Charlottesville, 21 de julio de 1885 – Nueva Orleans, 3 de julio de 1970) fue una escritora estadounidense que escribió sobre su vida como esposa de un senador y novelas ambientadas en Nueva Inglaterra, Luisiana y Europa. Convertida al catolicismo, en sus últimas obras aparecen con frecuencia temas y creencias católicas. Su apellido, en su pronunciación inglesa, rima con eyes (ojos) y no con keys (llaves).

## Trayectoria
Nació en Charlottesville, en Virginia. Su madre, Louise Fuller Johnson, era hija de Edward Carlton Johnson, que había nacido en Newbury, Vermont. En 1868, Louise se casó con su primer marido, James Underhill, abogado de Nueva York, y tuvieron un hijo, James Underhill, Jr., que finalmente se hizo ingeniero geológico y vivió en Colorado. En 1878, Louise quedó viuda y posteriormente volvió a casarse con el erudito en literatura clásica John Henry Wheeler, graduado de Harvard (licenciatura en 1871 y máster en 1875) y de la Universidad de Bonn (doctorado 1879), que daba clases en Bowdoin College antes de ser nombrado profesor de la Universidad de Virginia. Su única hija, Frances, recibió el nombre de la abuela paterna. La enfermedad obligó a John Henry Wheeler a renunciar a su cátedra y la familia se mudó a Newbury, Vermont, donde finalmente murió. Louise se casó dos veces más.
Frances aprendió a leer de su abuela. Solía decir que la educación más valiosa que había recibido fue el año que pasó en Europa en 1895. Su educación formal la recibió principalmente en la Miss Winsor's School de Boston. Trató de ser admitida en Bryn Mawr College, pero no lo consiguió.
El 8 de junio de 1904, Frances, con dieciocho años, se casó con Henry (Harry) Wilder Keyes, que en aquel momento tenía cuarenta años. Harry Keyes, graduado de Harvard, había nacido en Newbury, Vermont, pero se crio en Haverhill, New Hampshire. Heredó una granja (Pine Grove Farm) de su padre. Era un banquero que se hizo político republicano y fue gobernador durante un mandato en New Hampshire (1917-1919) antes de ser elegido senador de los Estados Unidos (1919-1937).
Keyes relata la historia de su noviazgo en su primer libro autobiográfico, Roses in December (Rosas en diciembre), y la historia de su matrimonio en el segundo, All Flags Flying (Todas las banderas volando). Según cuenta, antes de casarse consiguió que su marido le prometiera que si tenían una hija, ella podría ir a la universidad. Tuvieron tres hijos: Henry (n. 1905), John (n. 1907) y Francis (llamado Peter) (n. 1912). Los tres  fueron a la Universidad de Harvard.
Keyes comenzó a escribir mientras vivía en Pine Grove Farm. Su primer artículo, "The Pride and Form of Mourning" (El orgullo y la forma del luto), se publicó en noviembre de 1917 en una revista neoyorquina llamada The Chronicle. En él apoyaba la idea de que las mujeres que habían perdido a un ser querido en la guerra debían llevar una estrella dorada como símbolo de su sacrificio. A continuación publicó el retrato de su abuela Frances Parkinson en The Granite Monthly, una revista de New Hampshire que publicó otros retratos históricos de Keyes y algunos de sus relatos. Tuvo más éxito con la publicación de su artículo "Satisfied Reflections of a Semi-Bostonian" (Reflexiones satisfechas de una medio-bostoniana) en la revista Atlantic Monthly en diciembre de 1918. Su primera novela, The Old Grey Homestead (La antigua granja gris), fue publicada por Houghton Mifflin en 1919.

Tras mudarse a Washington D. C., Keyes escribió una serie de artículos para la revista Good Housekeeping bajo el título "Letters from a Senator's Wife" (Cartas de la esposa de un senador). Con el tiempo, se recopilaron en un libro del mismo nombre, uno de los tres libros de no ficción que escribió sobre sus experiencias en Washington. Los otros fueron Capital Kaleidoscope y All Flags Flying. Su novela de 1941 All That Glitters (Todo lo que reluce) también trata sobre la vida política en Washington.

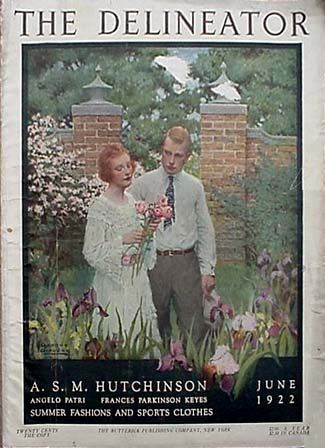
Un trabajo de Keyes apareció en The Delineator de junio de 1922.

En 1934, Keyes recibió un doctorado honoris causa de Bates College. Tras la muerte de su cónyuge en 1938, fue muy prolífica en la escritura de libros y artículos de revistas. Sus novelas están ambientadas en Nueva Inglaterra, Virginia, Luisiana, Normandía y América del Sur, dando cuenta tanto de su educación como de sus extensos viajes.
En la década de 1950, Keyes compró la histórica Beauregard House en el barrio francés de Nueva Orleans y se convirtió en una figura clave de la vida de Nueva Orleans. La casa había sido construida por el abuelo del maestro de ajedrez Paul Morphy, cuya vida sirvió de inspiración para el libro de Keyes The Chess Players (Los jugadores de ajedrez). En ese libro se relatan las circunstancias de la construcción de la casa y de sus primeros ocupantes.
Muchos de los libros de Keyes están ambientados en el sur de Luisiana. En sus novelas históricas describía de forma elocuente la vida social y las convenciones. La novela de Keyes, Blue Camellia, habla sobre el desarrollo de ciertas áreas del sur de Luisiana, que pasaron de ser tierras pantanosas a productivas granjas de arroz. The River Road trata sobre las plantaciones de azúcar del delta del río Misisipi y Crescent Carnival (su primera novela en Luisiana) cuenta la historia del carnaval desde la década de 1890 (dando mucho detalle sobre la cultura criolla y su declive durante ese período). Once On Esplanade: A Cycle Between Two Creole Weddings es una biografía ficticia, escrita originalmente para adolescentes, de la mujer criolla que le había proporcionado a Keyes gran parte de su comprensión de la vida criolla entre la Guerra de Secesiónl y la Primera Guerra Mundial.
Hizo todo lo posible para investigar los temas y garantizar la precisión histórica, geográfica, lingüística e incluso científica de sus escritos.[cita requerida] Muchos de sus libros incluyen una docena o más de personas reales entre los personajes, muchos famosos, algunos poco claros y algunos incluso todavía vivos en el momento en que escribió sus libros (siempre con su permiso). Keyes viajaba a cada lugar para aprender sobre los mismos y trabajó con historiadores y residentes locales para que la ayudaran. La minuciosidad y detalle de sus relatos hacen de sus novelas herramientas valiosas para conocer la historia y ciertas costumbres que ya han desaparecido.[cita requerida]

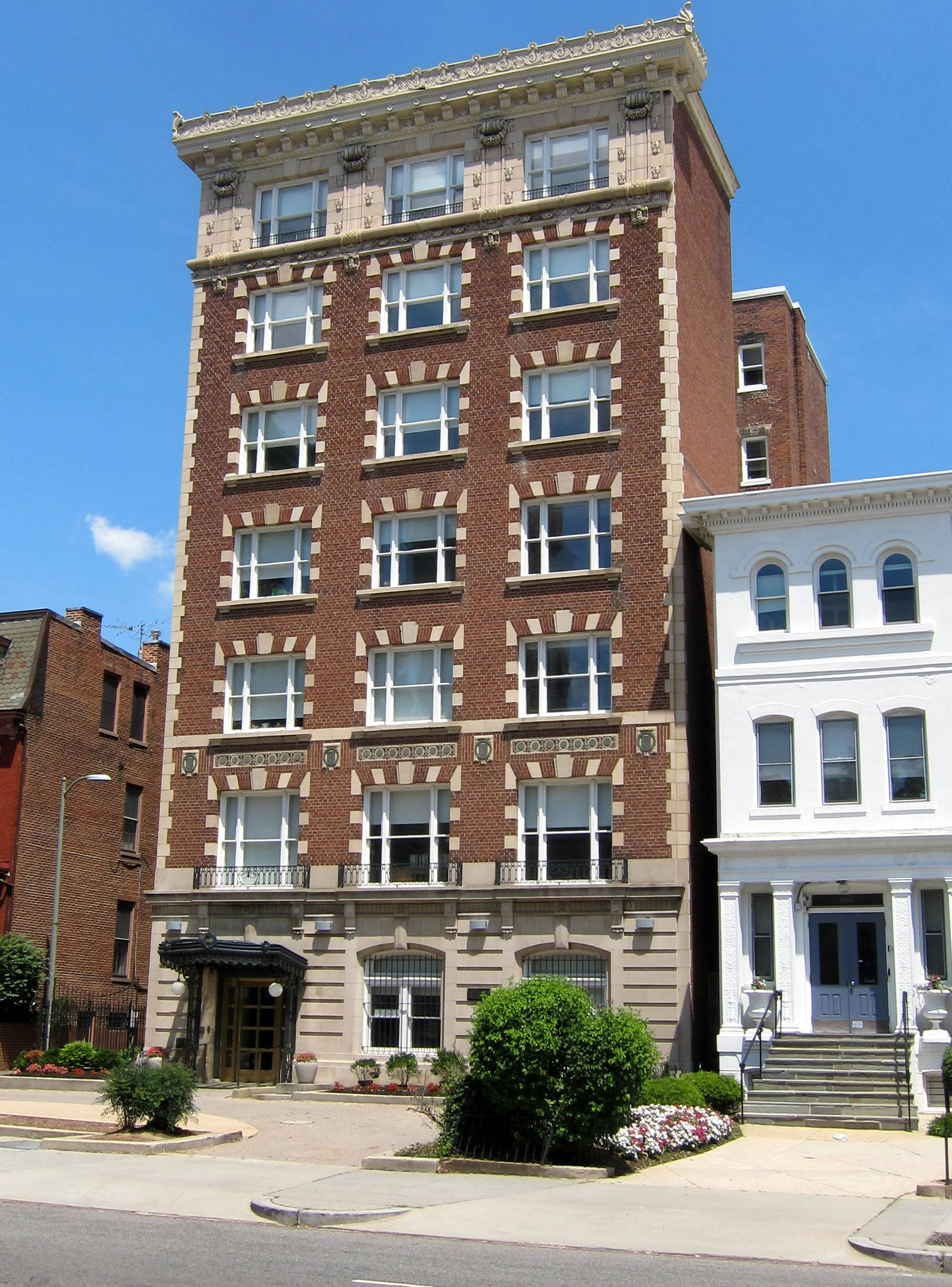
Antigua residencia de Keyes en Washington D. C.

Los lectores modernos encontrarán sus representaciones de personajes afroamericanos regresivas y simplistas, y hay elementos ocasionales del antisemitismo de moda antes de la Segunda Guerra Mundial en sus personajes judíos. Algunos de sus personajes irlandeses e italianos son estereotipos o incluso una burla de estos. Si bien Keyes fue una escritora popular de las décadas de 1940 y 1950, las ediciones existentes de sus libros se están volviendo raras y muchas bibliotecas han eliminado sus libros de sus estantería. Existen varios sitios de debate de aficionados dedicados a su obra, y especialmente a su catolicismo, que atrae a sus numerosos seguidores católicos.
La conversión de Keyes al catolicismo se puede rastrear a través de sus escritos. A medida que su mundo se expandió desde el de una chica educada de Nueva Inglaterra al de una esposa de un senador cada vez más sofisticada y viajando al extranjero, también lo hizo su interés por la religión católica.[cita requerida] Conoció a muchos católicos devotos que eran líderes en la sociedad. En la introducción a "Tongues of Fire" (Lenguas de fuego), su libro sobre los misioneros cristianos impulsados por el Espíritu Santo, señala con humor que pudo haber sido durante los sermones de una hora de la iglesia congregacionalista cuando "dio sus primeros pasos hacia el catolicismo".
Murió en 1970 en Nueva Orleans, a la edad de 84 años.

## Novelas de Luisiana y el valle del Misisipi
La primera de las novelas de Keyes ambientada en Luisiana fue Crescent Carnival, que cuenta la historia de tres generaciones de dos familias, los Breckenridge que eran protestantes, y los Fontaine, católicos criollos de Luisiana, y la trama gira en torno a la forma en que el orgullo y la desgracia conspiran con las diferencias culturales y políticas para impedir que posibles amantes lleguen a casarse. El ciclo del fracaso sólo termina cuando dos personas tienen el coraje de desafiar las probabilidades y aceptar su amor mutuo. Las celebraciones de carnaval, en su mayoría bailes de carnaval, aunque también incluyen desfiles de Mardi Gras, forman el telón de fondo de muchas de las escenas de la novela. Un incidente sobre un enfrentamiento de dos desfiles de Mardi Gras que casi chocan se basa en una historia real, según señala Robert Tallent en su libro Mardi Gras.
The River Road tiene como telón de fondo una antigua plantación de azúcar y la familia d'Alvery que lucha por mantenerla a flote entre las dos guerras mundiales. The River Road destaca entre los libros de Keyes por el final trágico de dos de los tres matrimonios sobre los que trata la novela. La mayoría de los personajes no tienen un "final feliz". En el Reino Unido, The River Road se publicó en dos volúmenes, The River Road (Partes I-VI de la publicación estadounidense) y Vail d'Alvery (Partes VII-XI de la publicación estadounidense).

Casa de una plantación de San Francisco en 1938

Steamboat Gothic es una novela gótica ambientada en la famosa River Road de Luisiana. La casa de la plantación que inspiró esta novela todavía existe; se llama "San Francisco", y tiene una arquitectura de mediados de la época victoriana que recuerda a un barco de vapor. Ambientada entre 1865 y la Gran Depresión, Steamboat Gothic analiza el cambio del transporte por barco de vapor al ferrocarril y el efecto que dicho cambio tuvo en las plantaciones a lo largo de River Road. En el Reino Unido, la novela se publicó en dos volúmenes, Steamboat Gothic en 1952 y Larry Vincent en 1953. El primer libro cubre el período de 1869 a 1895, y el segundo el período de 1897 a 1930. 
La Sra. Keyes también vivió durante un tiempo en una de las plantaciones a lo largo de River Road, "The Cottage", ubicada al norte del área conocida como Duncan's Point y que fue el escenario de su novela, The River Road. "The Cottage" se quemó en la década de 1960. Tan solo quedan las ruinas del lugar.
Blue Camellia está ambientada en las praderas del sur de Luisiana y se desarrolla en una granja de arroz. El protagonista y su esposa son habitantes del Medio Oeste que llegan al país cajún mostrando la cultura cajún a través de los ojos unos forasteros.

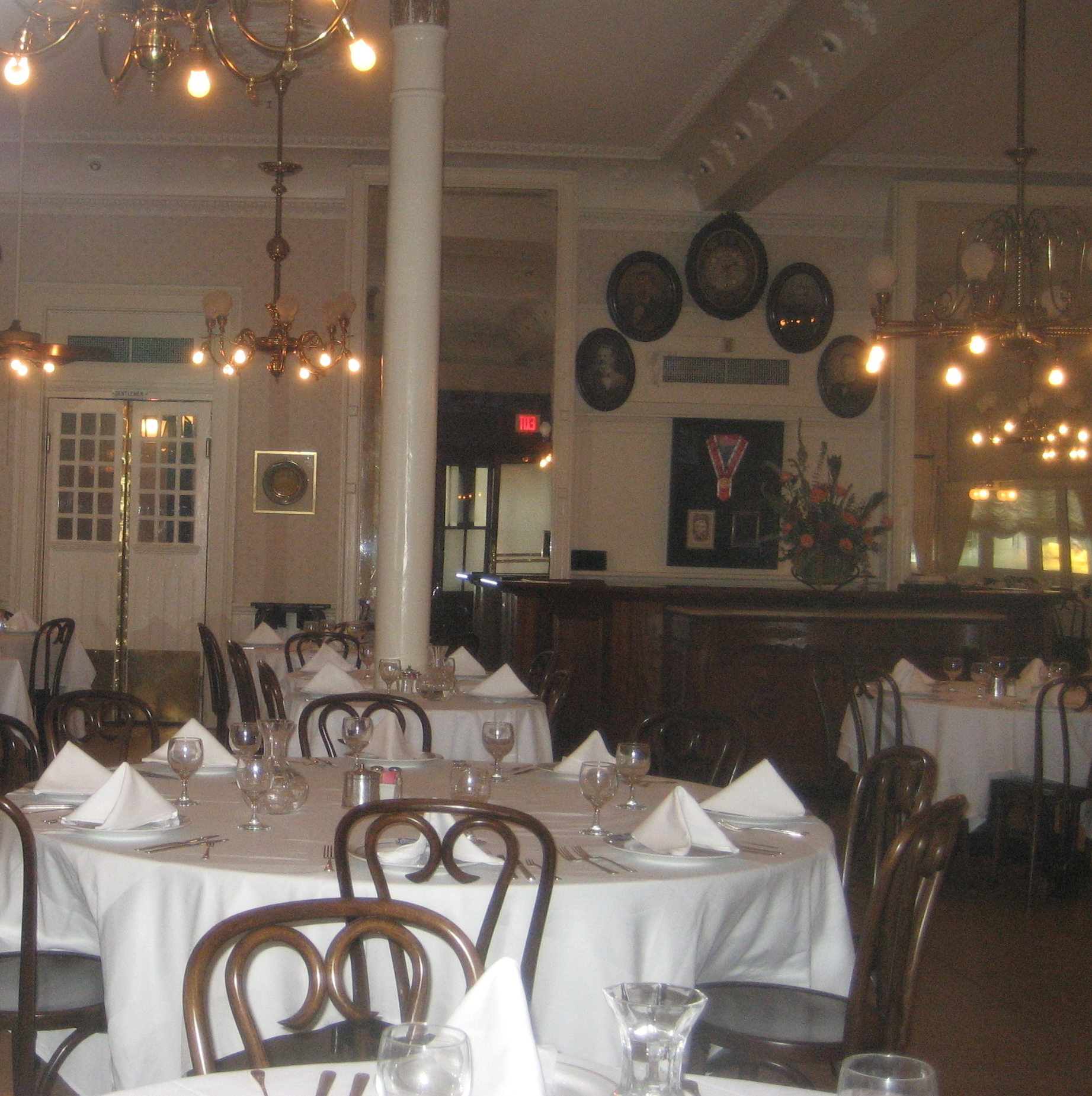
Comedor del restaurante Antoine

La novela de misterio Dinner at Antoine's (Cena en casa de Antoine), ambientado inmediatamente después de la Segunda Guerra Mundial, se convirtió en la novela más vendida de Keyes (y también fue su única novela de misterio, aparte de The Royal Box, ambientada en Inglaterra, que comparte algunos personajes). La trama da un giro interesante al concepto de "persona menos probable" de las novelas sobre asesinatos y se destaca por "jugar limpio" con el lector; Todas las pistas necesarias para resolver el misterio están integradas en la novela. Una trama secundaria sobre manipulación diplomática y política se basaba las experiencias de Keyes en Washington D. C., como esposa de un senador.
Madame Castel's Lodger es una biografía ficticia del general P. G. T. Beauregard. La otra novela de Keyes sobre la Guerra Civil es The Chess Players, biografía con buena parte de ficción de Paul Morphy, el campeón mundial de ajedrez que nació en Nueva Orleans.
Las novelas de Keyes sobre Luisiana están ligeramente vinculadas por fragmentos de antecedentes comunes que aparecen en varios libros. El restaurante Antoine aparece al menos brevemente en todos menos en Blue Camellia . El general Beauregard también aparece en cada uno de los libros ambientados antes de 1900, y se menciona de alguna manera en todos menos uno de los demás (nuevamente, la excepción es Blue Camellia). Paul Morphy es el personaje principal de The Chess Players y aparece en algunas otras de las novelas. Una anécdota ligeramente obscena sobre una novia criolla presa del pánico en su noche de bodas se cuenta en The River Road y se menciona en Once on Esplanade, Madame Castel's Lodger, The Chess Players y otros. La familia Villere ocupa un lugar central en Once on Esplanade y reaparece (especialmente Madame Claiborne, de soltera Villere, amiga de Keyes) en la mayoría de los demás libros sobre Luisiana. El lector tiene la sensación de estar en un mundo narrativo único y unificado que subyace a todo el conjunto de novelas de Luisiana.
Sus novelas de Luisiana contenían extensos prólogos o epílogos que daban cuenta de su investigación previa (incluidas bibliografías) y enumeraban a las numerosas personas que le proporcionaban información y/o inspiración.

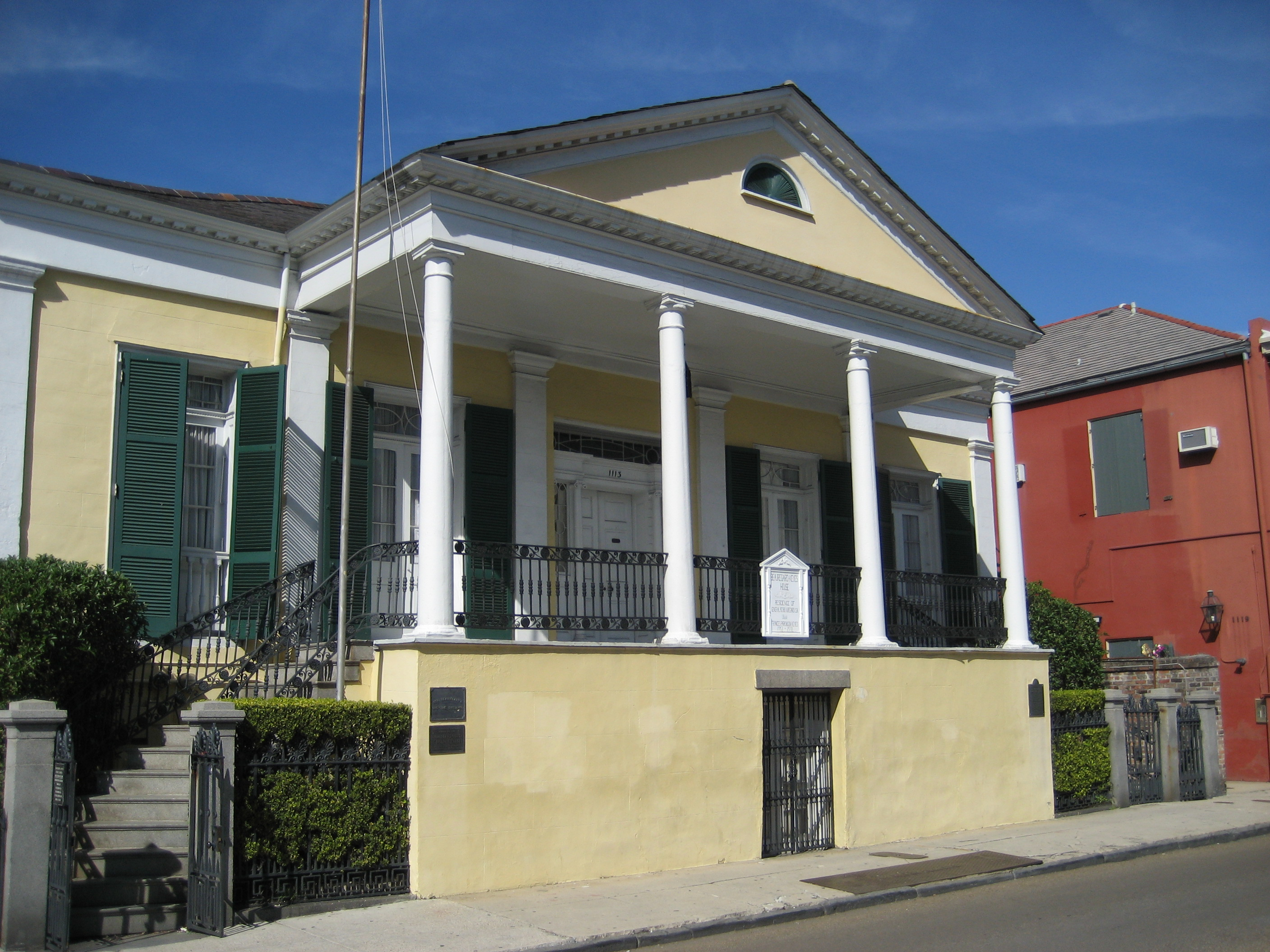
Casa Beauregard-Keyes

Su casa en Nueva Orleans, la Casa Beauregard-Keyes en el Vieux Carré, es ahora un museo. El general confederado PGT Beauregard vivía allí pero no su dueño. Keyes restauró la mansión para devolverle su gloria victoriana y hoy en día puede verse su estudio completo con manuscritos. Ahora conocido como la Casa y Jardín Beauregard-Keyes, el museo contiene extensa correspondencia de Keyes, así como sus colecciones de muñecas, abanicos, trajes para adultos coleccionados en sus viajes por el mundo y raras veilleuses de porcelana, una especie de tetera en la que el contenido —cualquier cosa, desde té hasta leche—se mantiene caliente gracias a una pequeña luz votiva. La veilleuse tiene la ventaja adicional de servir como luz de noche y se utilizaba más comúnmente a la hora de dormir. La señora Keyes menciona el uso de una veilleuse en varias de sus novelas. Su colección veilleuse fue y sigue siendo una de las más extensas del mundo, solo superada por la de Trenton, Tennessee. La colección de muñecas de la Sra. Keyes apareció en un documental biográfico producido por Laurie McGill para la United Federation of Doll Clubs, Inc. (www.ufdc.org) titulado "Once Upon a Time: The Story of the Dixie Doll".
La casa Beauregard-Keyes no parecía haberse deteriorado en exceso durante el huracán Katrina, pero la estructura sí sufrió daños en el techo.

## Reconocimientos
En 1958, Keyes fue condecorada por Francisco Franco, que le otorgó la distinción de la Orden de Isabel la Católica.
En 2020, fue incluida dentro del proyecto “Mujeres Investigadoras en los Archivos Estatales (1900-1970)” para la descripción archivística y creación de un micrositio específico en el Portal de Archivos Españoles (PARES), desarrollado entre 2020-2023. Este proyecto ha sido impulsado por la Subdirección General de Archivos Estatales, con el objetivo visibilizar la labor de investigación realizada en España por las mujeres en el intervalo 1900-1970 partiendo de los registros documentales que se conservan en los Archivos de Gestión de los AAEE del Ministerio de Cultura (el Archivo Histórico Nacional, el Archivo de la Corona de Aragón, el Archivo General de Simancas, el Archivo General de Indias, el Archivo de la Real Chancillería de Valladolid, el Archivo General de la Administración y el Centro de Información Documental de Archivos).